# سكوت ميلس
سكوت ميلس (بالإنجليزية: Scott Mills)‏ (و. 1974  م) هو دي جي، ومقدم برامج إذاعية بريطاني، ولد في ساوثهامبتون.

## وصلات خارجية
- سكوت ميلس على موقع IMDb (الإنجليزية)
- سكوت ميلس على موقع قاعدة بيانات الفيلم (الإنجليزية)

- سكوت ميلس في قاعدة بيانات الأفلام على الإنترنت